# 139 (số)
139 (một trăm ba mươi chín) là một số tự nhiên ngay sau 138 và ngay trước 140.